# Ostatnia robota. The Last Job
Ostatnia robota. The Last Job – polski film animowano-sensacyjny połączony z thrillerem w reżyserii Piotra Rosłańca.

## Fabuła
Derrick Rivers (Gracjan Gornig) po wyjściu z więzienia uruchamia kontakty, by wraz ze swoimi starymi kumplami zwinąć 85 milionów z banku. Czy im się to uda? Ryzyko jest wielkie, a stawka jeszcze większa.

## Obsada
- Marcin Nowicki - Lance
- Gracjan Gornig - Derrick Rivers
- Martin Poznański - Jessy
- Kamil Lewandowski - Victor
- Jarosław Piszczała - Paul
- Adrian Jurek - AJ
- Tomasz Zielonka